# Джинот
Джино́т (болг. Джинот) — село в Ямбольській області Болгарії. Входить до складу общини Стралджа.

## Населення
За даними перепису населення 2011 року у селі проживали 275 осіб.
Національний склад населення села:
| Національність   | Кількість осіб | Відсоток |
| ---------------- | -------------- | -------- |
| болгари          | 252            | 92,6%    |
| цигани           | 18             | 6,6%     |
| турки            | 0              | 0%       |
| Всього відповіли | 272            |          |

Розподіл населення за віком у 2011 році:
Динаміка населення: